# خارپستان پرگل
خارپستان پُرگُل (نام علمی: Neowerdermannia vorwerkii) نام یک گونه از سرده کاکتوس‌های خارپستان است.